# Tereza Malíková
Tereza Malíková (* 13. Juli 1991) ist eine ehemalige tschechische Tennisspielerin.

## Karriere
Tereza Malíková, die am liebsten auf Sandplätzen spielte, begann im Alter von acht Jahren mit dem Tennis. Auf dem ITF Women’s Circuit gewann sie insgesamt ein Einzel- und elf Doppeltitel.
Sie gehörte zum Kader des TC Blau-Weiß Vaihingen-Rohr, der an der Südstaffel der 2. Tennis-Bundesliga 2017 teilnahm.

## Erfolge

### Einzel
Turniersiege 
| Nr. | Datum     | Turnier  | Kategorie   | Belag | Finalgegnerin      | Ergebnis |
| --- | --------- | -------- | ----------- | ----- | ------------------ | -------- |
| 1.  | Juni 2013 | Sarajevo | ITF $10.000 | Sand  | Martina Kubičíková | 6:3, 7:5 |

### Doppel
Turniersiege 
| Nr. | Datum          | Turnier      | Kategorie   | Belag     | Partnerin          | Finalgegnerinnen                     | Ergebnis           |
| --- | -------------- | ------------ | ----------- | --------- | ------------------ | ------------------------------------ | ------------------ |
| 1.  | Februar 2012   | Vale do Lobo | ITF $10.000 | Hartplatz | Nikola Horáková    | Rosalia Alda Ekaterina Tour          | 6:2, 6:2           |
| 2.  | Februar 2012   | Portimão     | ITF $10.000 | Hartplatz | Nikola Horáková    | Anja Prislan Lisanne Van Riet        | 6:3, 2:6, [10:5]   |
| 3.  | Oktober 2012   | Sarajevo     | ITF $15.000 | Sand      | Barbora Krejčíková | Angelica Moratelli Milana Špremo     | 6:3, 6:2           |
| 4.  | Oktober 2012   | Dubrovnik    | ITF $10.000 | Sand      | Barbora Krejčíková | Lucia Butkovska Christina Shakovets  | 7:5, 7:65          |
| 5.  | Juni 2013      | Amstelveen   | ITF $10.000 | Sand      | Alina Wessel       | Valeria Podda Rosalie Van der Hoek   | 6:0, 6:3           |
| 6.  | Juli 2013      | Palic        | ITF $10.000 | Sand      | Vivien Juhászová   | Katarina Adamovic Vladica Babic      | 3:6, 6:4, [10:5]   |
| 7.  | September 2013 | Sarajevo     | ITF $15.000 | Sand      | Vivien Juhászová   | Anita Wagner Lisa-Maria Moser        | 6:4, 6:1           |
| 8.  | September 2013 | Prag         | ITF $10.000 | Sand      | Jesika Malečková   | Jil Nora Engelmann Yvonne Neuwirth   | 6:2, 6:2           |
| 9.  | November 2013  | Umag         | ITF $10.000 | Sand      | Vivien Juhászová   | Ágnes Bukta Barbora Krejčíková       | 6:4, 7:65          |
| 10. | Dezember 2013  | Vendryně     | ITF $15.000 | Hartplatz | Martina Kubičíková | Pernilla Mendesová Karolína Vlachová | 7:62, 6:75, [10:7] |
| 11. | März 2016      | Antalya      | ITF $10.000 | Sand      | Vivien Juhászová   | Raluca Ciufrila Ioana Loredana Roșca | 6:0, 6:4           |